# Americhernes chilensis
Espèce
Synonymes
- Lamprochernes chilensis Beier, 1964

Americhernes chilensis est une espèce de pseudoscorpions de la famille des Chernetidae.

## Distribution
Cette espèce est endémique de la région d'Arica et Parinacota au Chili. Elle se rencontre vers Cuya.

## Description
Le mâle holotype mesure 2,5 mm.

## Étymologie
Son nom d'espèce, composé de chil[i] et du suffixe latin -ensis, « qui vit dans, qui habite », lui a été donné en référence au lieu de sa découverte, Chili.

## Publication originale
- Beier, 1964 : Die Pseudoscorpioniden-Fauna Chiles. Annalen des Naturhistorischen Museums in Wien, vol. 67, p. 307-375 (texte intégral).